# Adicella capitata
Adicella capitata är en nattsländeart som beskrevs av Yang och Morse 2000. Adicella capitata ingår i släktet Adicella och familjen långhornssländor. Inga underarter finns listade i Catalogue of Life.